# سفارت ایالات متحده آمریکا در یانگون
سفارت ایالات متحده آمریکا در یانگون (به لاتین: Embassy of the United States) یک منطقهٔ مسکونی و نمایندگی سیاسی ایالات متحده آمریکا در میانمار است که در Kamayut Township واقع شده‌است.